# Ciudad de Dios (Pacasmayo)
Ciudad de Dios es una localidad  o centro poblado de la costa norte peruana ubicada en el distrito de Guadalupe, provincia de Pacasmayo, del Departamento de La Libertad. La ciudad forma parte del valle agrícola de Jequetepeque.

## Geografía
Se encuentra en la costa norte peruana ubicada a unos a 120 km al norte de la ciudad de Trujillo, a unas 2 horas de viaje en autobús. Es una ciudad cálida en el valle del río Jequetepeque de la Región La Libertad, uno de los mayores productores de arroz en el país.

## Reseña histórica
Ciudad de Dios, se construyó basándose en la reubicación de los pobladores de Montegrande, Chungal y parte baja de Tembladera en la década del 70, instalando viviendas rústicas y pequeños kioscos para la venta de bebidas gaseosas y golosinas en donde hoy es conocido como Cruce Cajamarca, nombre debido a la interconexión de la carretera de penetración a la ciudad de Cajamarca, con la carretera panamericana.

## Desplazamiento de los centros poblados para formar Ciudad de Dios
Como en las grandes historias que viven en la fantasía y en la mitología de los seres humanos, los pueblos de Montegrande, Chungal y Tembladera parte baja, duermen atónitos bajo las aguas de la Presa de “Gallito Ciego”. Con la concurrencia de las aguas del río Jequetepeque, provenientes de las sierras Cajamarquinas, se ha propuesto ejecutar una obra que permite almacenar agua en las épocas de avenida, para aprovecharla en la agricultura de la parte baja del valle Jequetepeque.
Luego de muchos estudios las alternativas más convenientes dieron lugar a sea considerada para ejecutar la Presa en el lugar denominado “Gallito Ciego”, a pesar de que en ella existía una extensa área agrícola, así como dos poblados como Montegrande y Chungal las cuales quedarías bajo las aguas cuando la obra haya culminado.
Sólo quedaba convencer a los pobladores de mudarse a una nueva ciudad especialmente construida para ellos en el cruce de la carretera a Cajamarca, gestión que fue realizada entre los años 1980 – 1988 por la DEJEZA ( DIRECCION EJECUTIVA DEL PROYECTO ESPECIAL JEQUETEPEQUE-ZAÑA) en coordinación con los representantes de los reubicados denominado CODEALJE ( COMITÉ DE DEFENSA DEL ALTO JEQUETEPEQUE ).
Finalmente llegado el 4 de enero de 1988 se inició el traslado de las 311 familias con casas reubicadas, 120 familias inquilinas y familias con lotes proporcionado por la DEJEZA, 80 familias de agricultores originados de la parte  de Tembladera, y aproximadamente 150 familias de invasores frente al moderno Centro Poblado Ciudad de Dios.
La nostalgia de algunos viejos pobladores que nacieron, se criaron en estos pueblos  todavía recuerdan a cada lugarcito con nombre propio tales como: Los Leones, Mal viento, Salitral, Mal Paso, el Mosquito, las Huacas, casa de torta, ahora las aguas parece que los hubiera borrado y a todos se les denomina reubicados de Gallito Ciego.

## Servicio educativo
Inicial: I.E. 1745 "María y Jesús"
Primaria: I.E. 81712 "César Vallejo"
Secundaria: I.E. "Santa Magdalena"